# Silvia Álvarez Curbelo
Silvia Álvarez Curbelo (* 1940 Ponce, Portoriko) je portorická historička a spisovatelka. Je nejlépe známá pro svou knihu Un país del porvenir: el afán de modernidad en Puerto Rico (Siglo XIX).

## Život
Je profesorkou komunikace na univerzitě Universidad de Puerto Rico a zakládajícím členkou Asociación Puertorriqueña de Historiadores (Portorického sdružení historiků). Je kurátorkou výstavy Entresiglos, Puerto Rico 1890-1910 a stálé expozice historie v San Juan v Portoriku v Muzeu San Juan. V současné době je ředitelkou Centra pro výzkum komunikací na univerzitě v Portoriku

## Dílo
- Un país del porvenir: el afán de modernidad en Puerto Rico (Siglo XIX) (Ediciones Callejón; San Juan, Puerto Rico) (2001)
- Del nacionalismo al populismo: Cultura y Politica en Puerto Rico. (Ediciones Huraca; Rio Piedras, Puerto Rico) (1993)
- Historias vivas: Historiografía puertorriqueña contemporánea. (1996)
- Ilusión de Francia: Arquitectura y afrancesamiento en Puerto Rico. (1997)
- Hispanofilia: Arquitectura y vida en Puerto Rico 1900–1950. (1998)
- Los arcos de la memoria: el '98 de los pueblos puertorriqueños. (1999)